# Aphelophragmina
Aphelophragmina es un género de foraminífero bentónico considerado un sinónimo posterior de Bolivina de la familia Bolivinidae, de la superfamilia Bolivinoidea, del suborden Buliminina y del orden Buliminida. Su especie tipo era Textularia variabilis var. spathulata. Su rango cronoestratigráfico abarca el Holoceno.

## Discusión
Clasificaciones previas incluían Bolivinellina en el suborden Rotaliina del orden Rotaliida.

## Clasificación
Aphelophragmina incluía a las siguientes especies:
- Aphelophragmina brittanica
- Aphelophragmina pygmaea, aceptado como Bolivina pygmaea
- Aphelophragmina semilineata